# Lavernhe
Lavernhe é uma ex-comuna francesa na região administrativa de Occitânia, no departamento de Aveyron. Estendeu-se por uma área de 26,32 km². Em 2010 a comuna tinha 242 habitantes (densidade: 9,2 hab./km²).
Em 1 de janeiro de 2016 foi fundida com as comunas de Sévérac-le-Château, Buzeins, Lapanouse e Recoules-Prévinquières para a criação da nova comuna de Sévérac-d'Aveyron.